# Pycnanthemum torrei
Pycnanthemum torrei är en kransblommig växtart som beskrevs av George Bentham. Pycnanthemum torrei ingår i släktet Pycnanthemum och familjen kransblommiga växter. Inga underarter finns listade i Catalogue of Life.